# Кросфилд (Алберта)
Кросфилд (енгл. Crossfield) је варошица у централном делу канадске провинције Алберта, у оквиру статистичке регије Велики Калгари и географске регије Калгари—Едмонтон коридор. Налази се на 43 км северно од града Калгарија, а кроз насеље пролази део провинцијског ауто-пута 2. Варошица лежи између града Ердри на југу и варошице Оулдс на северу. 
Насеље је настало 1892. као успутна станица на железничкој прузи која је повезивала два највећа града у провинцији, Едмонтон и Калгари. Године 1980. Кросфилд је добио статус варошице. 
Према резултатима пописа становништва из 2011. у варошици су живела 2.853 становника у 1.090 домаћинстава, што је за 6,9% више у односу на попис из 2006. када је регистровано 2.668 житеља.
Привреда варошице и околног подручја почива на производњи и преради пољопривредних производа, те на експлоатацији и преради природног гаса. Од 1965. у близини насеља се налази термоелектрана чије турбине покреће управо природни гас. 

## Становништво
| 2006. | 2011. |
| ----- | ----- |
| 2.648 | 2.853 |